# Jacques de Bazoches
Jacques de Bazoches († 8. Juli 1241 oder 1242) war von 1219 bis zu seinem Tod Bischof von Soissons. Er war ein Sohn des Burgherren Nicolas I. von Bazoches und der Agnes de Chérisy aus dem Haus Bazoches. Sein Großonkel war der Bischof Nivelon de Chérisy.
Jacques baute im Jahr 1223 den Donjon von Septmonts (Département Aisne), der seither der Amtssitz der Bischöfe von Soissons war. Am 29. November 1226 krönte und salbte er den französischen König Ludwig IX. (Saint Louis). Da das Erzbistum Reims seit dem Tod des Erzbischofs Guillaume de Joinville wenige Monate zuvor noch vakant war, gebührte ihm als dem ersten Suffragan der Erzdiözese die Durchführung dieser Weihe.
Dasselbe Kirchenamt bekleideten später auch Jacques’ Neffen, Guy de Château-Porcien und Nivelon de Bazoches, sowie sein Großneffe, Milon de Bazoches. Letzterer leitete dabei die Krönung König Philipps III., aus denselben Gründen wie schon die Krönung Ludwigs IX. erfolgte.